# Poeciliopsis
Poeciliopsis ist eine Gattung der Lebendgebärenden Zahnkarpfen (Poeciliidae). Die Fische kommen vor allem auf der pazifischen Seite Mittel- und des nördlichen Südamerikas vor. Ihr Verbreitungsgebiet reicht vom mexikanischen Bundesstaat Sonora bis nach Kolumbien. Fast im gesamten Verbreitungsgebiet der Gattung kommt der Mittelamerika-Kärpfling (Poeciliopsis turrubarensis) vor, der damit die größte natürliche Nord-Süd-Verbreitung aller Lebendgebärenden Zahnkarpfen besitzt. Eine Art kommt auch im Gila River in Arizona vor. Den Namen Poeciliopsis wählte der britische Ichthyologe Charles Tate Regan wegen der mit Poecilia ähnlichen Bezahnung der Gattung.

## Merkmale
Poeciliopsis-Arten erreichen Längen zwischen 3 cm und 13 cm. Es sind mehr oder weniger gestreckte Fische von bräunlicher Färbung, meist mit einem Mittelstreifen auf den Körperseiten, einer Querstreifung oder mit schwarzen Punkten. Der Geschlechtsdimorphismus in Bezug auf die Färbung ist gering, Weibchen werden aber größer. Männchen haben ein sehr langes Gonopodium.

## Lebensweise
Poeciliopsis-Arten leben meist in ruhig fließenden oder stehenden Gewässern. Sie sind sehr salztolerant, leben auch im Brackwasser und haben sich offenbar über das Meer in benachbarten Flusssystemen ausgebreitet. Sie ernähren sich von wirbellosen Tieren und pflanzlicher Kost. Die Kenntnisse zur Lebensweise und Ethologie der einzelnen Arten sind gering. Bei Poeciliopsis entwickeln sich oft mehrere Altersgruppen von Embryonen gleichzeitig (Superfötation).

## Fortpflanzung: Gynogenese und Hybridogenese
In einigen Flusssystemen im Westen Mexikos gibt es unisexuelle Formen, die auf natürlichem Weg aus Kreuzungen verschiedener Poeciliopsis-Arten entstanden sind und nur als Weibchen vorkommen. Sie pflanzen sich mit Männchen verschiedener kompatibler Arten fort, von denen sie jedoch kein Erbgut übernehmen oder dieses nur für jeweils eine Generation „ausleihen“. Ersteres wird als Gynogenese bezeichnet, letzteres als Hybridogenese. In allen Fällen war Poeciliopsis monacha die mütterliche Ausgangs-Art. Die gynogenetischen Formen sind triploid, d. h. sie besitzen drei Chromosomensätze, die von zwei oder drei verschiedenen Arten stammen können. Dagegen sind die hybridogenetischen Formen diploid und zeigen auch phänotypische Merkmale der jeweiligen Väter, eliminieren jedoch deren Chromosomen vor der Bildung der Eizellen.

## Arten
Die Gattung Poeciliopsis umfasst folgende 25 Arten in drei Untergattungen:
- Aulophallus Hubbs, 1926
  - Poeciliopsis elongata (Günther, 1866)
  - Poeciliopsis paucimaculata Bussing, 1967
  - Poeciliopsis retropinna (Regan, 1908)
- Poeciliopsis s.s. Regan, 1913
  - Poeciliopsis baenschi Meyer, Radda, Riehl & Feichtinger, 1986
  - Poeciliopsis catemaco Miller, 1975
  - Poeciliopsis fasciata (Meek, 1904)
  - Poeciliopsis gracilis (Heckel, 1848), Seitenfleckkärpfling
  - Poeciliopsis hnilickai Meyer & Vogel, 1981
  - Poeciliopsis latidens (Garman, 1895)
  - Poeciliopsis lutzi (Meek, 1902), Schwarzstrichkärpfling
  - Poeciliopsis pleurospila (Günther, 1866)
  - Poeciliopsis presidionis (Jordan & Culver, 1895)
  - Poeciliopsis santaelena Bussing, 2008
  - Poeciliopsis scarlli Meyer, Riehl, Dawes & Dibble, 1985
  - Poeciliopsis turneri Miller, 1975
  - Poeciliopsis turrubarensis (Meek, 1912), Mittelamerika-Kärpfling
- Leptorhaphis Regan, 1913
  - Poeciliopsis balsas Hubbs, 1926
  - Poeciliopsis infans (Woolman, 1894)
  - Poeciliopsis jackschultzi Conway, Mateos & Vrijenhoek, 2019
  - Poeciliopsis lucida Miller, 1960
  - Poeciliopsis monacha Miller, 1960
  - Poeciliopsis occidentalis (Baird & Girard, 1853), Arizonakärpfling
  - Poeciliopsis prolifica Miller, 1960
  - Poeciliopsis sonoriensis (Girard, 1859)
  - Poeciliopsis viriosa Miller, 1960

Bei der fossilen Art Poeciliopsis maldonadoi Álvarez & Aguilar, 1957 handelt es sich möglicherweise um P. turrubarensis.